# Equipe grega na Copa Davis
A equipe grega na Copa Davis representa a Grécia na Copa Davis, principal competição de tênis masculina por equipes do mundo. É administrada pela Hellenic Tennis Federation.